# Rampla Juniors Fútbol Club
Rampla Juniors Fútbol Club, més conegut com a Rampla Juniors, és un equip de futbol uruguaià, amb seu a Montevideo. Va ser fundat el 7 de gener de 1914.

## Història
Rampla Juniors Fútbol Club va començar la seva història a començaments del segle xx. La seva fundació es va produir el 7 de gener de 1914 a la ciutat de Montevideo, capital de l'Uruguai. Al seu uniforme utilitza els colors verd i vermell. Va néixer originalment al barri de La Aduana, per mudar-se finalment al barri de la Villa del Cerro el 1921.
Els títols de major rellevància estan representats pel Campeonato Uruguayo Amateur de 1927 i alguns subcampionats, en la categoria Amateur (1923, 1928) i el 1932, 1940, 1947, 1958, 1964. En menor ordre, va obtenir els campionats "Competència" dels anys 1950 i 1955, i el "Maracaná" de 1950.
De les dotze gires internacionals, es destaca l'empresa el 1956, on va visitar Brasil, diversos països europeus, i dos d'Àsia. En 71 dies va jugar 24 partits amb una mitjana d'un partit cada tres dies. Es van convertir 39 gols, els golejadors van ser Domingo Pérez amb 12 i Ángel Omarini amb 11.
Al Brasil va jugar contra Santa Cruz Futebol Clube i Sport Club do Recife. A Espanya es va enfrontar al Valencia, i Espanyol; a França, al Toulouse i al Burnley; a Alemanya, al Nuremberg, Düsseldorf i Frankfurt; a Anglaterra al Luton Town, Portsmouth, Leeds United FC, Queen Park Rangers, Watford, Mansfield i Southampton. A Dinamarca, a la selecció danesa i a l'Alliancen. A Israel, a la selecció d'Israel i al Jaffa; i, finalment, a Turquia al Beşiktaş i Angora. Van ser en total 11 triomfs, 6 empats i 7 derrotes.
En l'àmbit local, ha intercalat entre la Primera Divisió i la Segona Divisió Professional. Va descendir per primera vegada el 1944, després el 1970, havent de militar a la Segona una dècada fins a aconseguir el campionat el 1980 i tornar el 1981. Novament el 1987 descendeix, tornant l'any 1993, i el seu últim passatge a la Segona va ser després del descens de l'any 1999.
Temps difícils van venir per a l'equip picapiedra després d'acabar en l'última posició de la Segona Divisió l'any 2002 i desaparèixer de l'àmbit professional l'any següent, sense jugar per problemes econòmics. Després d'aquestes dures adversitats, torna l'any 2004 aconseguint l'ascens a Primera, on milita actualment.

## Evolució de l'uniforme
| 1914 | 1995 | 1997 | 2005-06 visitant |

## Jugadors
| - Gonzalo Acosta - Carlos Antonio Aguiar - Damián Alzamendi - Andrés Aparicio - Martín Raúl Barlocco - Javier Manuel Benia - Nicolás Fernando Biglianti - Douglas Mattos dos Santos Caetano - Maximiliano Jorge Castro - Jorge Luis Cazulo - Juan Marcelo Correa - Oscar Sebastián Dastés - Gastón Fernando De Los Santos - Matías del Toro - Richard Salvatore Dufrechou - Luis Marcelo Durán - Enrique B. Ferraro - Juan Francisco Ferreri - Pablo Gaglianone - Sebastián Galán |  | - Víctor Gustavo Laserre - Agustín Gustavo Márquez - Álvaro Daniel Méndez - Mauricio Sebastián Merlo - Sergio Navarro - Hebert Noya - Pedro Orlando Ramón Ortíz - Omar Pérez - Julián Perujo - Martín Peula - Diego Pintos - Gonzalo Pizzichillo - Guillermo Rodríguez - Sergio Rodríguez Viera - Ignacio Schneider - Yari David Silvera - Federico Velázquez - Fernando José Vilche |

## Palmarès

### Torneigs nacionals oficials

#### Categoria amateur
- Primera divisió uruguaiana (1): 1927

#### Categoria professional
- Segona divisió uruguaiana (3): 1944, 1980, 1992
- Torneig Competència (2): 1950, 1955
- Torneig de Copa (1): 1969
- Torneig Cuadrangular (1): 1953
- Copa Maracaná (1): 1950

### Torneigs internacionals
- Cap